# Villamontes

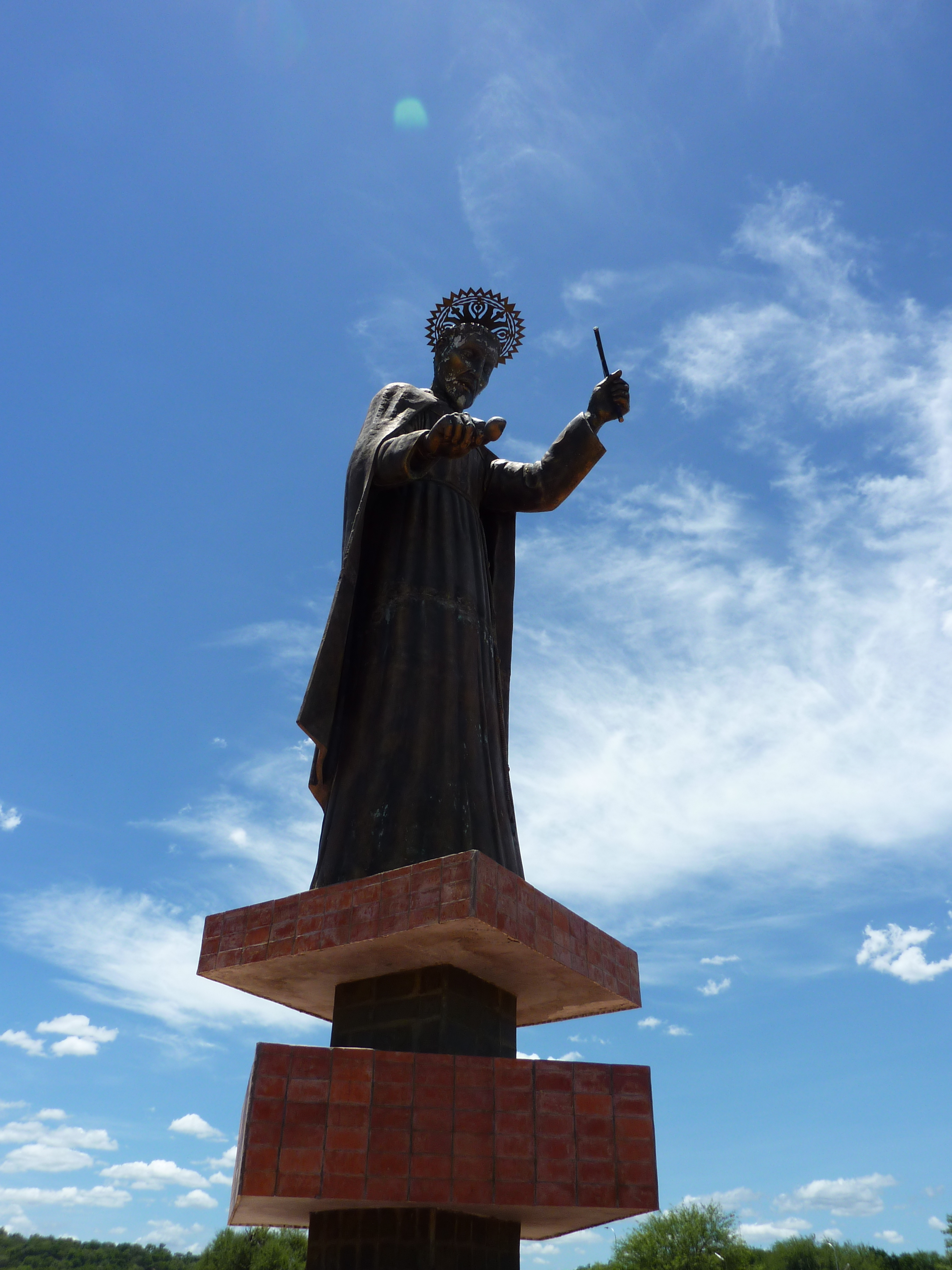
Monument à Villamontes

Villamontes est une ville et une municipalité de la province du Gran Chaco, située dans le département de Tarija au sud de la Bolivie. 
Le Río Pilcomayo passe au sud de la ville et le parc national Aguaragüe se situe à proximité. 

## Démographie
La population était de 39 800 habitants en 2012. Elle a plus que doublé depuis 2001, à la suite de la découverte et de l'exploitation de champs de gaz et de pétrole.